# Майк Волтон
Майкл Роберт Волтон (англ. Michael Robert "Shakey" Walton; нар. 3 січня 1945, Крікленд-Лейк, Онтаріо) — канадський хокеїст, що грав на позиції центрального нападника. Грав за збірну команду Канади.

## Ігрова кар'єра
Професійну хокейну кар'єру розпочав 1966 року.
Протягом професійної клубної ігрової кар'єри, що тривала 14 років, захищав кольори команд «Торонто Мейпл-Ліфс», «Бостон Брюїнс», «Ванкувер Канакс», «Сент-Луїс Блюз» та «Чикаго Блекгокс».
Усього провів 588 матчів у НХЛ, включаючи 23 гри плей-оф Кубка Стенлі.
Виступав за збірну Канади.